# Moore County, Tennessee
Moore County är ett administrativt område i delstaten Tennessee i USA, med 6 362 invånare. Den administrativa huvudorten (county seat) är Lynchburg. Området är uppkallat efter General William Moore (död 1871-04-09).

## Geografi
Enligt United States Census Bureau har countyt en total area på 338 km². 335 km² av den arean är land och 3 km² är vatten. Den genomflyts av två bifloder till Tennesseefloden: Elk- och Mulberry-floderna. 

### Angränsande countyn
- Coffee County - nordost
- Franklin County - sydost
- Lincoln County - sydväst
- Bedford County - nordväst

## Ekonomi
- Distilleriet Jack Daniel's är en av de största arbetsgivarna.
- Countyt har sedan 1933 ett förbud mot att sälja alkohol.